# Lola Benarroche
Lola Benarroche (ur. 15 marca 1991) – francuska judoczka. Startowała w Pucharze Świata w latach 2009–2011, 2013, 2015–2018 i 2020. Brązowa medalistka mistrzostw Europy w drużynie w 2016. Wygrała uniwersjadę w 2017. Wicemistrzyni Europy juniorów w 2008 i U-23 w 2013. Wicemistrzyni Francji w 2017 roku.